# Lanuvium
Lanuvium, a la que más frecuentemente se la conoce como Lanivium durante el Imperio y más tarde sería Civita Lavinia, la Lanuvio moderna, fue una antigua ciudad del Lacio, a unos 32 km al sureste de Roma, un poco al suroeste de la Vía Appia.

## Fundación legendaria
Lanuvium se encontraba situada en una aislada colina que sobresale al sur de los montes Albanos, desde donde se divisaban grandes extensiones de terreno, hasta el mar. Los primeros vestigios de población están documentados desde el siglo IX a. C.. Según Apiano, fue fundada míticamente por Diomedes, un héroe aqueo  de la guerra de Troya que también introduciría el culto a Juno Sospita, cuyo santuario era uno de los más importantes del Lacio, existiendo ya en la época arcaica. A la diosa se la identifica con la Hera de Argos y se la representaba con la cabeza cubierta con piel de cabra y con zapatos de punta elevada e iba armada con un escudo lobulado y una lanza. Es una diosa matrona y guerrera, muy cercana a la Hera argea de Paestum. Su aspecto ctónico se evidencia en el culto a la serpiente (que habitaba en una cueva a la que debían acudir una vez al año los jóvenes de Lanuvium para probar su virginidad).
Las inscripciones encontradas dan fe de varias tradiciones. Un fragmento de un decreto, descubierto en Centuripe refiere la renovación de un tratado entre Centuripe y Lanuvium. No se puede explicar que en este contexto, las tradiciones hagan venir los sículos del Latium. También se ha descubierto un fragmento de Quinto Fabio Pictor en el gimnasio de Taormina, donde aparece que Lanuvius, héroe epónimo de Lanuvium, fue aliado de Eneas y Ascanio.

## Período histórico
Lanuvium, en el siglo VI a. C. formó parte de la Liga Latina. Luchó contra Roma en la batalla de Aricia en el 504 a. C. y en la batalla del Lago Regilo del 496 a. C. y de nuevo, en el 383 a. C. y el 341 a. C., en su mayoría con derrotas. En el 338 a. C., fue conquistada por Roma. Tras la disolución de la Liga Latina, en el mismo 338 a. C., sus habitantes recibieron la ciudadanía romana restringida, sin derecho a voto, aunque la conseguirían completa, más adelante, e incluso, en tiempos del Imperio, su primer magistrado y su consejo, mantuvieron los títulos de dictador y senatus, respectivamente.
Fue especialmente famosa por su muy venerado templo de Juno Sospita, al que Octaviano prestó dinero en el 31 a. C., y donde sus posesiones se extendían hasta la costa. Poseía muchos otros templos, que fueron reparados por Antonino Pío. 
El edicto de Teodosio I en 391, que hizo del cristianismo la única religión del Imperio romano, provocó la decadencia de la ciudad, que más tarde sería abandonada.

## Personajes
El núcleo urbano fue decayendo al final de la República y el territorio se pobló de villae. Los Antoninos estuvieron allí con frecuencia. Es también la zona de nacimiento de Antonino Pío y Cómodo.
Entre los habitantes de Lanuvium son célebres el autor de comedias Luscio Lanuvino, contemporáneo de Terencio, y Quinto Roscio Galo, famoso actor de la época de Sila y Julio César. También vivieron allí Marco Emilio Lépido, Marco Junio Bruto y Marco Aurelio. La familia más importante era la de los Licinios Murena, incluyendo el cónsul en 62 a. C., Lucio Licinio Murena, defendido por Cicerón al año siguiente. También de allí surgieron las siete familias de acuñadores de moneda romanos, de los que se conoce entre otros a Lucio Torio Balbo, por la descripción efectuada por Cicerón en su obra De Finibus bonorum et malorum.